# Государственный камерный хор Республики Татарстан
Государственный камерный хор Республики Татарстан (тат. Татарстан Республикасы дәүләт камера хоры) — государственное учреждение искусств (камерный хор), специализирующееся на продвижении классического и татарского хорового искусства.
Художественный руководитель — заслуженный деятель искусств Республики Татарстан Миляуша Таминдарова. Хормейстер коллектива - выпускник Казанской государственной консерватории имени Назиба Жиганова Максим Пронин.

## История
Образован в 2007 году постановлением Кабинета министров Республики Татарстан. Коллектив состоит в основном из членов оперной студии Казанской государственной консерватории, которую с 1997 года возглавляет М. А. Таминдарова.

## Творчество
Хор принимает участие во всех значимых мероприятиях республиканского масштаба. Его выступления воспринимаются как событие в музыкальной жизни Казани. Реализует масштабные проекты. Сотрудничает с симфоническими, камерными и духовыми оркестрами (в том числе с Государственным симфоническим оркестром Республики Татарстан, Татарским государственным филармоническим оркестром, Ульяновским филармоническим оркестром), композитором С. А. Губайдулиной, дирижерами М. В. Плетнёвым, А. В. Сладковским, В. А. Гергиевым и др. Внес большой вклад в развитие татарского хорового искусства. Выступает с гастролями в городах Татарстана, Москве, на Урале и в Поволжье.